# Reinheimens nationalpark
Reinheimens nationalpark (norska: Reinheimen nasjonalpark) är en nationalpark som ligger i högfjällsområdet Reinheimen i Rauma och Fjords kommuner i Møre og Romsdal fylke samt i Vågå, Loms, Skjåks och Lesja kommuner i Innlandet fylke i Norge. Den inrättades 2006 och täcker en yta på 1 974 km².

## Geografi, landskap och geologi
Nationalparken har ett varierat landskap från fjordbotten i Romsdalen via toppar på över 2 000 meter till fäboddalarna i nordvästra Gudbrandsdalen. 
I parkens nordvästra del ligger ett område som marknadsförs som Tafjordfjella med flera 2 000-meterstoppar. Den centrala delen ligger runt Gråhøe (2 014 m ö.h.) mellan Grotli och Lesjaskog. I sydöst, mot Ottadalen ligger Skartind (1 883 m ö.h.) och Rondkollane.
Berggrunden består mestadels av gnejs och området har tydliga spår efter inlandsisen.

## Flora och fauna
Floran är fattig i stora delar av parken, men runt Slådalsvegen är marken mer kalkrik och där finns en varierad fjällflora.
Vildrenen i området härstammar från en äldre tamrensstam. Det finns ett avskjutningsbart bestånd av fjällripa och dalripa samt många hotade och skyddade arter som järv, kungsörn och jaktfalk.

## Kulturminnen
Reinheimen har talrika spår av varierad art, fångstanläggningar från förhistorisk tid och medelåldern samt senare tiders fäbodar och fjällbeten.